# 半官方機構
半官方機構（英語：Quango）是指由政府創立的機構、委員會、法團或組織，其編制雖與政府相似，但並不屬於政府部門。一般而言，這些機構會被視為獨立機構，但財政上常依賴政府支持，而部份主要領導亦由政府以借調形式派遣擔任。政府對此等機構的管理委員會或主要領導的委任通常具最終（甚或獨一）的決定權。
半官方機構在英國、澳洲、愛爾蘭、香港和新加坡甚為通行。如英国非政府部門公共機構、香港公營機構、新加坡政府法定機構。

## 亞洲

### 中华人民共和国－事业单位
按照中华人民共和国国家事业单位登记管理局《事业单位登记管理暂行条例实施细则》的规定，“事业单位”是指国家为了社会公益目的，由国家机关举办或者其他组织利用国有资产举办的，从事教育、科研、文化、卫生、体育、新闻出版、广播电视、社会福利、救助减灾、统计调查、技术推广与实验、公用设施管理、物资仓储、监测、勘探与勘察、测绘、检验检测与鉴定、法律服务、资源管理事务、质量技术监督事务、经济监督事务、知识产权事务、公证与认证、信息与咨询、人才交流、就业服务、机关后勤服务等活动的社会服务组织。

#### 香港－公營機構
香港的公營機構，是由香港政府出資成立，日常支出由政府負責或自負盈虧，負責一定公共行政或監管職能，但不屬於政府編制，並邀請社會人士出任機構成員及首長的半官方機構。有的由香港法例賦權設立，這些機構又可稱為法定機構。例子包括證券及期貨事務監察委員會、旅遊業監管局及保險業監管局等。

### 中華民國－行政法人
中華民國法定的半官方機構為「行政法人」，是在國家及地方自治團體之外，由中央目的事業主管機關為了執行特定公共任務，依《行政法人法》設立之具有人事以及財務自主性的公法人機構。例子有國訓中心、國家太空中心、中科院等。

### 新加坡－法定機構
新加坡政府法定機構是新加坡國會通過法案，給予自治權的組織。這些組織負責一定的法定功能，例如監管公司與會計師的會計與企業管制局，以及負責本國食品安全的新加坡食品局。這些機構直接向新加坡政府的部門滙報。

### 韓國－行政法人
韓國政府利用許多行政法人來進行大規模的舉債，以支應民間或企業的需求，比如出錢幫企業研發、開發專利、買專利、做基礎建設，然後授權移轉給企業，幫助企業降低成本。這樣的做法一方面可以迴避國際貿易反貼補的企業補貼問題而達到實質補貼的效果，一方面可以幫助企業快速建立競爭優勢。而部分行政法人的經營狀況已經瀕臨破產，例如韓國電力公社、住宅土地公社。行政法人的債務高達4150億美金，佔南韓政府GDP比例的37%。

### 日本－獨立行政法人
日本在1990年代的橋本龍太郎內閣執政時，為提升部分公共事業機構的行政效率，仿效英國導入獨立行政法人制度。區分「国立研究開発法人」（National Research and Development Agency）及「行政執行法人」（Agency Engaged in Administrative Execution）兩類，目前有宇宙航空研究開發機構、日本國際協力機構、國立印刷局等超過100個獨立行政法人組織。

## 歐洲

### 法國－公施設法人
法國自1902年就有第一所公法人化的組織—莫侯美術館（Gustave Moreau），此後有1918年羅丹美術館、1923年亨納美術館；1992年12月22日法國政府更是透過法令將公法人制度化，1993年1月1日生效。羅浮宮成為制度化後第一個改制的政府組織（全名從羅浮宮博物館改為羅浮宮博物館公共機構 l'Etablissement Public du Musée du Louvre），此後陸續改制的有凡爾賽宮殿和博物館、奧塞美術館和橘園美術館（前者2004年改制，2010年兩館合併）、居美博物館、布杭利碼頭博物館、畢卡索美術館、楓丹白露宮殿和博物館以及塞佛爾國立陶瓷博物館。

### 英國－政署與非政府部門公共機構
1979年，柴契爾夫人開始組閣後，面對經濟不景氣及赤字預算升高，進行一連串重大經濟及政府組織改革。柴契爾政府之改革目標是將過去政府大小通包之治理模式，轉變為儘量由民間承攬，策略上採取民營化及組織精簡之作法，希望提高行政效率與服務品質，建立企業政府。其保守黨政府先推動國營事業民營化，大幅減少文官總數，接著政府效率小組在1988年之「續階計畫」推動下，將部份原先由中央主管部會負責之業務改由另外嶄新之組織型態——政署執行。政署在組織編制、人員進用及預算運用上，擁有更大自主。然而，政署亦屬於行政機關，反倒是「非政府部門公共機構」更符合公法人制度的精神。如：大英博物館、英國國民保健署。